# Jani Jeliazkov
Jani Nikolaev Jeliazkov (Sofia, 15 settembre 1992) è un pallavolista bulgaro.
Gioca nel ruolo di schiacciatore e opposto.

## Carriera
La carriera di Jani Jeliazkov inizia nelle giovanili del VC Levski Siconco Sofia nel 2007: entra in prima squadra nella stagione 2010-11, esordendo in Superliga; fa parte in questo periodo anche della nazionale Under-21 e di quella Under-23.
Nella stagione 2013-14 si trasferisce in Italia, nel Gruppo Sportivo Porto Robur Costa di Ravenna, militante in Serie A1, dove resta per due annate; nel 2015 ottiene le prime convocazione nella nazionale maggiore bulgara. Nella stagione 2015-16 è ancora nel campionato italiano, ingaggiato dalla Pallavolo Azzurra Alessano, in Serie A2: lascia il club pugliese nel dicembre 2016.